# 悪魔の詩
『悪魔の詩』（あくまのし、あくまのうた原題：The Satanic Verses）は、イギリス系インド人作家サルマン・ラシュディの4作目の小説である。1988年9月に出版された本書は、イスラム教の預言者ムハンマドの生涯から着想を得ている。前作同様、ラシュディは魔術的リアリズムを用い、現代の出来事や人物を登場人物に据えた。タイトルは、メッカの3人の異教徒の女神を描いたコーランの詩集「Satanic Verses」（アッラート、アル・ウッザー、マナートという3人のメッカの異教の女神について書かれたクルアーンの節）にちなんでいる。物語の中で「悪魔の詩」を扱う部分は、歴史家アル・ワキディとアル・タバリの記述に基づいている。
この本は広く批評家の称賛を受け、1988年ブッカー賞最終候補（ピーター・ケアリーの『オスカーとルシンダ』に敗退）となり、1988年ウィットブレッド賞（年間最優秀小説賞）を受賞した。ティモシー・ブレナンはこの作品を「イギリスにおける移民の経験を扱った、これまでに出版された小説の中で最も野心的な作品」と評した。
この本と神への冒涜と思われる内容が過激派の爆破、殺害、暴動の動機として引用され、検閲と宗教的動機による暴力についての議論を巻き起こした。1989年、ルーホッラー・ホメイニーがラシュディの死を要求したため、ラシュディ暗殺未遂が何度も起こり、日本人翻訳者の五十嵐一を含む関係者が攻撃された。暗殺未遂は2022年8月、サルマン・ラシュディが刺される事件まで続いた。不安を恐れたインドのラジーヴ・ガンディー政権は、この本の輸入を阻止した。

## あらすじ
悪魔の詩は、魔術的リアリズムの要素を取り入れた一編の物語と、主人公のひとりが体験する夢のヴィジョンとして語られる一連のサブプロットとで構成されている。この物語は、ラシュディの他の多くの作品と同様、現代のイギリスに住むインド人たちが主人公である。二人の主人公、ジブリール・ファリシュタとサラディン・チャムチャは、ともにインドのイスラム教徒出身の俳優である。ファリシタはボリウッドのスーパースターで、ヒンドゥー教の神々を演じることを得意としている（インド映画界のスター、アミターブ・バッチャンとN・T・ラーマ・ラオをモチーフにしたキャラクターである）。チャムチャは、インド人としてのアイデンティティを捨て、イギリスでボイスオーバーアーティストとして働く移民である。
小説の冒頭、インドからイギリスへ向かうハイジャック機に2人とも閉じ込められてしまう。飛行機はイギリス海峡上で爆発するが、2人は魔法のように助かる。ファリシタは大天使ガブリエルに、チャムチャは悪魔に、奇跡的な変身を遂げる。チャムチャは不法滞在の疑いで逮捕され、警察による虐待の試練を受ける。ファリシタの変身は、現実的には、主人公が統合失調症を発症したときの症状として読むこともできる。
二人の登場人物は、自分の人生をつなぎ合わせようと奮闘する。ファリシタは失恋した英国人登山家アリー・コーンを探し、見つけるが、二人の関係は彼の精神疾患によって影を潜めてしまう。チャムチャは奇跡的に人間の姿を取り戻し、ハイジャック機から落ちた自分を見捨てたファリシタに復讐しようとする。そのためにファリシタの病的な嫉妬心を煽り、アリーとの関係を破壊する。ファリシタはまたもや危機的状況に陥るが、チャムチャのしたことに気づき、彼を許し、命さえも救う。
二人はインドに戻る。ファリシタは再び嫉妬に駆られアリーを高層ビルから投げ落とし、自殺してしまう。チャムチャはファリシタから許しを得ただけでなく、別れた父親との和解、そして自分自身のインド人としてのアイデンティティを見いだし、インドに残ることを決意する。

### 夢のシークエンス
この物語には、ファリシタの心による一連の半魔法的な夢幻の物語（夢のシークエンス）が埋め込まれている。
1つ目のシークエンスは、ジャーヒリアでのムハンマド（小説では「マハウンド」または「使徒」と呼ばれる）の生涯をフィクションで語るものである。その中心は、いわゆる悪魔の詩のエピソードで、預言者が最初に古い多神教の神々のうち3つを採用するよう求める啓示を宣言し、後にこれを悪魔による誤りであると断罪するものである。また、「使徒」には異教徒の巫女ヒンドと懐疑的で風刺的な詩人バアルという二人の敵が登場する。預言者がメッカに凱旋すると、バアルは地下の売春宿に身を隠し、娼婦たちは預言者の妻になりすます。また、預言者の仲間の一人は、「使徒」の信憑性を疑い、口述されたコーランの一部を微妙に変えてしまったと主張する。
2つ目のシークエンスは、大天使ジブリールから啓示を受けていると主張するインドの農民の少女アーイシャの物語である。彼女は、アラビア海を歩いて渡ることができると言って、村のコミュニティ全員をメッカへの徒歩巡礼に誘う。この巡礼は破滅的なクライマックスで終わり、信者はみな海に入って消えてしまう。彼らは単に溺れたのか、それとも奇跡的に海を渡ることができたのか、観察者の証言が不穏に対立しているのだ。
3つ目のシークエンスは、20世紀末を舞台に、海外からやってきた狂信的な宗教指導者 "イマーム "の姿を描いたものである（これは明らかにホメイニ自身を風刺している）。

## イスラーム批判
イスラームの聖典クルアーン中に神の預言として、メッカの多神教の神々を認めるかのような記述がなされている章句があったとの伝承がある（ガラーニークの逸話）。伝承では、後に預言者ムハンマドは、その章句を神の預言によるものではなく悪魔によるものだとして取り除いているが、ラシュディはこれを揶揄したとされる。具体的に言うと、原題の The Satanic Versesはクルアーンそのものを暗示しているとも見られる。この他にも、ムハンマドの12人の妻たちと同じ名前を持つ12人の売春婦が登場するなどイスラームに対する揶揄が多くちりばめられておりイスラームに対する挑発でもあったとされる。

## 「死刑」宣告とその影響
『悪魔の詩』の出版は、その直後（1988年）から国内外のムスリムに反発を生み、10月にインド政府はこの本を発禁とした。イギリスでは12月2日にマンチェスターのボルトンで8000人のムスリムが本書の発禁を求めるデモを行ない、翌年1月14日にはブラッドフォードで本書を焼くパフォーマンスを行なった。少数派のムスリムの政治運動としては最大の動きだったが、イギリスでもほとんど報道されることがなかった。
世界中の注目を浴びたのは、1989年2月14日、イランの最高指導者ルーホッラー・ホメイニーによる著者のラシュディおよび発行に関わった者などに対する「死刑」の宣告であった。「死刑」宣告はイスラム法の解釈であるファトワー（fatwa）として宣告された。ラシュディはイギリス警察に厳重に保護された。
- 1989年2月15日 - イランの財団より、ファトワーの実行者に対する高額の懸賞金（日本円に換算して3億7000万円）が提示された。
- 1989年3月7日 - イランがイギリスと国交断絶[9]。
- 1989年
  - 2月 - 日本外国特派員協会で出版記念記者会見中であった五十嵐一と出版者のジャンニ・パルマ（イタリア人）が、パキスタン人の男に襲撃される。その際、パルマは言論と表現活動の自由を主張したが、会場にいた在日パキスタン協会のライース・スィビキ会長がパルマに対し「死刑」を宣告する[9][10]。
  - 6月3日 - 心臓発作のためホメイニーが死去。ファトワーは発した本人しか撤回できないので、以後「死刑」は永久に撤回できなくなった。
- 1990年2月9日 - ホメイニーの後継者アリー・ハーメネイーが、演説の中で「ラシュディに対する「死刑」宣告は有効であり、執行されるべきである」と改めて強調[9]。
- 1991年7月11日 - 日本語訳を出版した五十嵐一が勤務先の筑波大学にて殺害され、翌日に発見された（悪魔の詩訳者殺人事件）[10]。他の外国語翻訳者も狙われた。イタリアやノルウェーでは訳者が何者かに襲われ重傷を負う事件が起こった。
- 1993年 - トルコ語翻訳者の集会が襲撃され、37人が死亡した（スィヴァスの虐殺（英語版））。
- 1998年 - イラン大統領のモハンマド・ハータミーが、ファトワーを撤回することはできないが、今後一切関与せず、懸賞金も支持しないとの立場を表明[9]。
- 2006年7月11日 - 悪魔の詩訳者殺人事件で（実行犯が1991年から日本国内に居続けたと仮定した場合の）公訴時効が成立。
- 2012年9月16日 - AFP通信の報道によると、イランの強硬派宗教財団がラシュディの処刑実行者に対する懸賞金をこれまでより50万ドル上積みして330万ドル（約2億5400万円）とし、アメリカ人が制作した映画『イノセンス・オブ・ムスリム』において預言者ムハンマドへの侮辱的表現がなされていた件を受けて中東各地で反米デモが拡大していることに関連して、「（ラシュディ殺害）実行に最もふさわしいタイミングだ」と訴えた[11]。
- 2022年8月12日 - ニューヨーク州北西部で開かれたイベントでラシュディが講演する直前、壇上に上がってきた男に襲撃された（サルマン・ラシュディ刺傷事件）[12]。